# Julie Anne Genter
Julie Anne Genter, née le 17 décembre 1979 à Rochester, est une femme politique néo-zélandaise d'origine américaine.
Membre du Parlement néo-zélandais pour le Parti vert depuis novembre 2011, elle est ministre des Femmes de 2017 à 2020.

## Biographie
Fille d'une diététicienne et d'un cardiologue américains, Julie Anne Genter grandit en Californie du Sud, notamment à Los Angeles. Elle est marquée très jeune par les manifestations contre la guerre du Golfe. Elle fait ses études à l'université de Berkeley, obtient une Licence en philosophie en 2003 et étudie le français. Elle part ensuite vivre en France où elle apprend le français pendant deux ans à Toulouse avant de rentrer à Sciences Po Paris. Elle y étudie l'économie et les sciences politiques,,. La déclaration de guerre des États-Unis contre l'Irak la décide à ne pas rentrer dans son pays,,. Inspirée par sa rencontre avec de jeunes Néo-Zélandais et par la politique de la Première ministre néo-zélandaise Helen Clark, Julie Anne Genter décide de poursuivre ses études à l'université d'Auckland de 2006 à 2008. Elle obtient un master en pratiques de planification et travaille comme consultante en transport et développement urbain à Auckland,,.
Devenue conseillère politique et médiatique pour le Parti vert néo-zélandais en 2010, Julie Anne Genter décide de se porter candidate pour les élections législatives de 2011 sans réellement croire à sa potentielle victoire et sans réelle ambition politique. Elle est pourtant élue sur liste pour le Parti vert le 26 novembre 2011,. En 2015, son parti la nomme porte-parole pour la finance, les transports et la jeunesse. Elle devient ainsi la troisième femme députée néo-zélandaise à qui un parti confie le portefeuille des finances. Elle conserve le portefeuille des transports et obtient celui de la santé ainsi que celui d'Auckland en 2016.
Lors des élections partielles du 25 février 2016, Julie Anne Genter se présente pour le siège de députée de Mount Albert face à la candidate travailliste Jacinda Ardern. Les deux femmes politiques se lient d'amitié pendant une campagne électorale qu'elles jugent respectueuse de l'adversaire,. Jacinda Ardern remporte l'élection avant de devenir Première ministre dans un gouvernement de coalition avec le Parti vert et le parti Nouvelle-Zélande d'abord le 26 octobre 2017. Après son investiture, Jacinda Ardern nomme Julie Anne Genter ministre des Femmes ainsi que ministre adjointe à la Santé et aux Transports.
En février 2018, après l'annonce de la grossesse de Jacinda Ardern, Julie Anne Genter annonce être elle-même enceinte de son compagnon Peter Nunns. A 38 ans, Genter a déjà vécu deux fausses couches. Elle décide de prendre un congé maternité de trois mois et de confier son portefeuille du ministère des Femmes à la ministre écologiste Eugenie Sage et le portefeuille des transports au co-leader de son parti, James Shaw. Elle accouche d'un petit garçon le 22 août 2018 après s'être rendue à la clinique d'Auckland à vélo.